# 厚別町旭町
厚別町旭町（あつべつちょう あさひまち）とは、かつて札幌市（現在の厚別区と白石区の一部）に存在した地名。国道12号沿いにあった大木「朝日松」にちなんで名称をつけられた。
厚別区の中心部に位置していたため、厚別副都心計画による各種施設の整備と人口の集中が起こり、地域の再編成の対象となった。
1982年（昭和57年）に一部が厚別南1～3丁目、青葉町5丁目、厚別中央1～3条1～4丁目、4条2丁目へと編入される。
1988年（昭和63年）には別の一部が大谷地東1・4・7丁目に編入。
1989年（平成元年）、残る地域が流通センター4～7丁目に編入され、「厚別町旭町」の行政地名は消失した。